# Airismaa
Airismaa est une île de l'archipel finlandais à Naantali en Finlande.

## Géographie
La superficie d'Airismaa est de 12,2 kilomètres carrés.
Le terrain de l'ike est plat, le point culminant de l'île se situe à 68 mètres d'altitude. 
Airismaa s'étend sur 3,2 kilomètres dans la direction nord-sud et sur 6,6 kilomètres dans la direction est-ouest,.
Airismaa fait partie du paysage précieux à l'échelle nationale en Finlande d'Airisto–Seili (fi).
Dans la partie nord de l'île se trouve l'Uutiskuvanvuori, qui est une éminence rocheuse de 56,4 mètres de haut.
L'Uutiskuvanvuori est une zone de conservation de la nature et une zone natura 2000 de quatre hectares qui fait partie du programme de protection des forêts.
Uutiskuvanvuori a été inventorié comme zone rocheuse avec des richesses naturelles très précieuses.

## Transports
L'île est reliée à l'île d'Otava par la route de liaison 1890 et le pont de Kirveenrauma. 
La route est prolongée par le traversier d'Hämmärönsalmi d'Airismaa jusqu'à l'île d'Aaslaluoto.
Airismaa est traversée par la route périphérique de l'archipel.

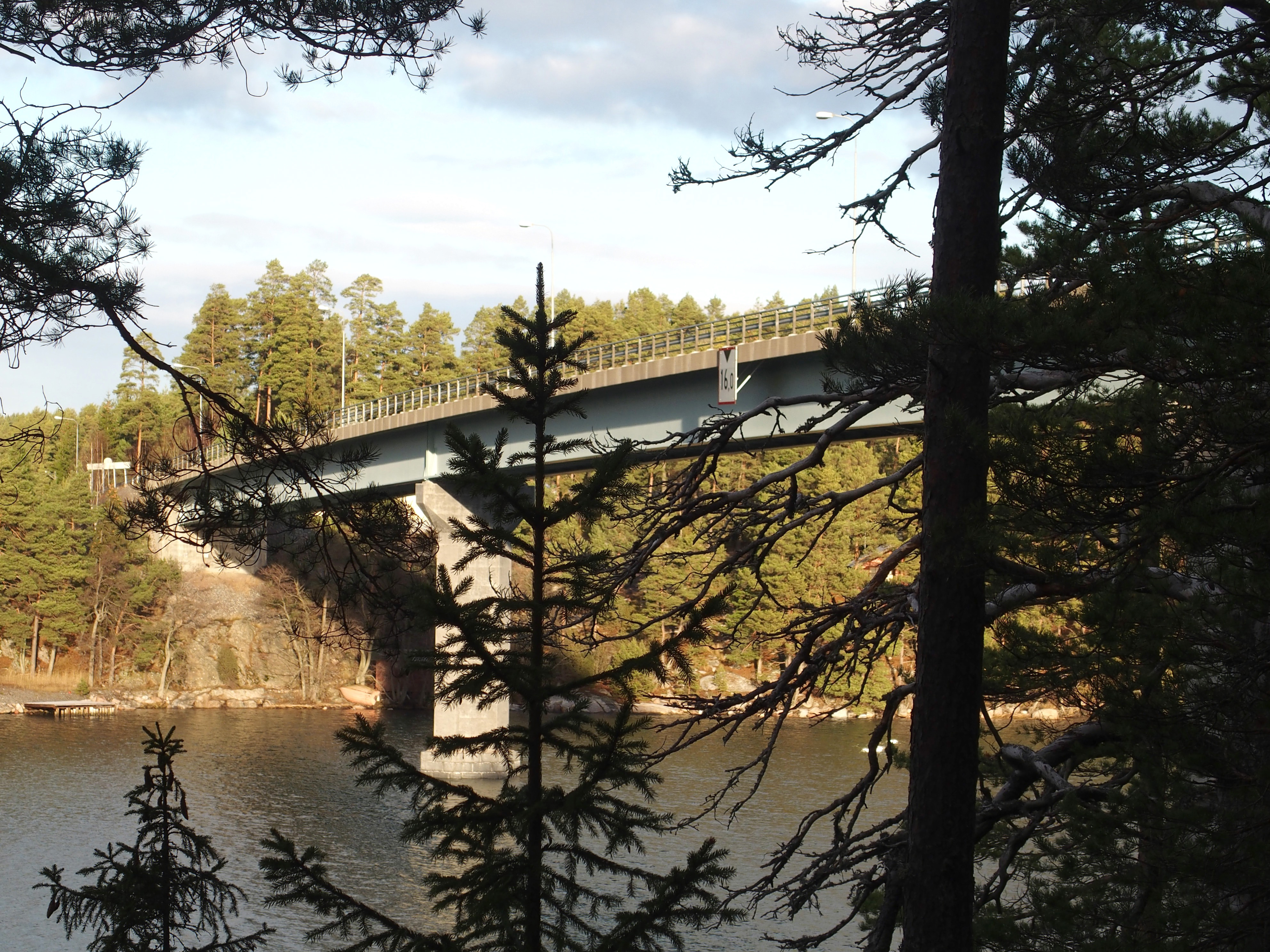
Pont de Kirveenrauma.

### Articlesconnexes
- Liste d'îles de Finlande